# دیگرفوش
شهر دیگرفوش (به سوئدی: Degerfors) در بخش دیگرفوش در کشور سوئد واقع شده‌است. جمعیت این شهر ۱۰۵۰٫۹۳ نفر است.